# G. Udayagiri
G. Udayagiri là một thị xã và là nơi đặt ủy ban khu vực quy hoạch (notified area committee) của quận Kandhamal thuộc bang Orissa, Ấn Độ.

## Nhân khẩu
Theo điều tra dân số năm 2001 của Ấn Độ, G. Udayagiri có dân số 10.206 người. Phái nam chiếm 49% tổng số dân và phái nữ chiếm 51%. G. Udayagiri có tỷ lệ 74% biết đọc biết viết, cao hơn tỷ lệ trung bình toàn quốc là 59,5%: tỷ lệ cho phái nam là 81%, và tỷ lệ cho phái nữ là 68%. Tại G. Udayagiri, 12% dân số nhỏ hơn 6 tuổi.